# Puente Negro (La Paz)

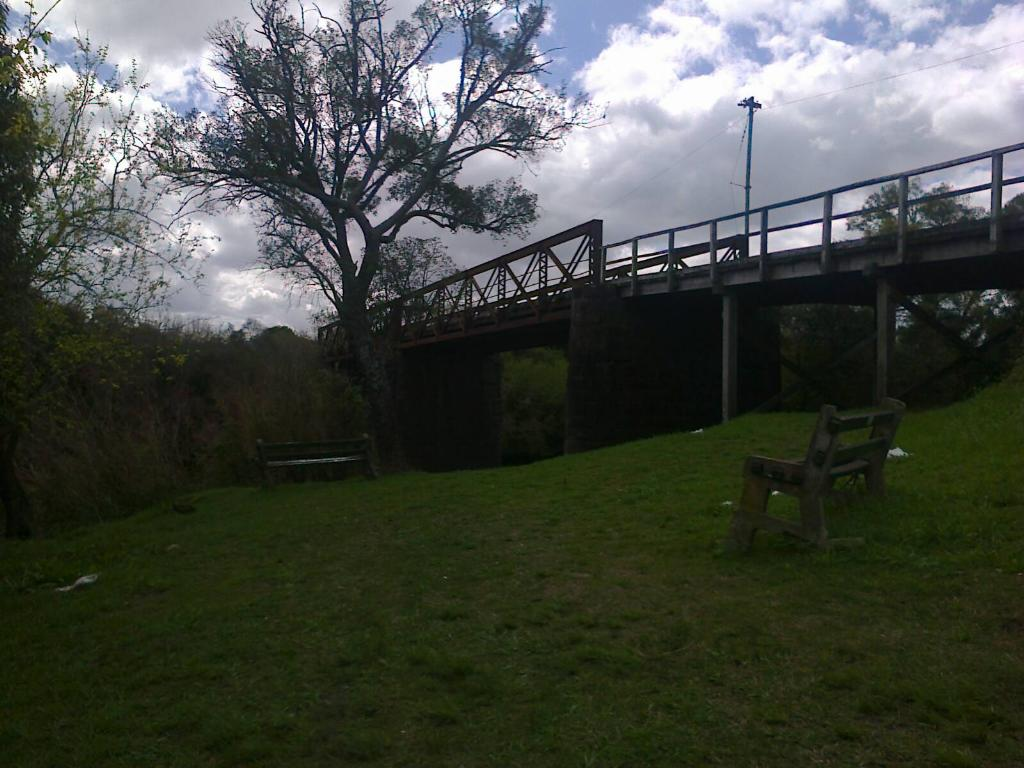
El Puente Negro, La Paz (Colonia)
Foto sacada el 25/09/2013

El Puente Negro, de La Paz, es un puente de madera y hierro que cruza el Río Rosario en Colonia, Uruguay. Fue el primer puente carretero de hierro de Uruguay, inaugurado en el año 1902.

## Ubicación
El Puente Negro se encuentra en La Paz, al sureste del Departamento de Colonia. Muy cercano a las ciudades de Nueva Helvecia, Rosario y Valdense.

## Historia
El puente negro fue una de las vías de comunicación por tierra entre Montevideo y Colonia del Sacramento,pero el cruce del Río Rosario se hacía por un paso natural que constantemente era interrumpido por causas naturales. Este cause natural variaba con la lluvia (en invierno sobre todo) , incrementaba mucho la fuerza de la corriente y su volumen. Pero a esto se suma que las mareas del Río de la Plata llegan a esta zona y hasta el actual puente de la Ruta 1, a lo que se le suma el viento del sur, lo que hace crecer el Río considerablemente. Por eso los colonos estaban preocupados, porque sabían que la comunicación era fundamental para el crecimiento del comercio y por consiguiente, el progreso del pueblo.
Más tarde el pastor Daniel Armand Ugón se comunicó con el presidente de la república General Máximo Santos para intentar solucionar el problema. Este encuentro tuvo sus frutos. Poco tiempo después envía al pastor Daniel Armand Ugón un telegrama en el que dice que el gobierno ha resuelto, entre otras cosas donar 500 pesos a la comisión del puente de La Paz. Inmediatamente los colonos y el gobierno comienzan a levantar el primer puente sobre el río Rosario. Era de madera y estribos de mampostería,aunque este careció de la necesaria solidez para resistir las grandes crecientes. Por lo que en 1891 fue arrasado por las aguas. 
Inmediatamente los vecinos comenzaron las gestiones ante el gobierno nacional para hacer un nuevo puente, con la solidez necesaria para soportar las crecidas del río. 
Empezaron los trabajos del nuevo puente a principios del año del año 1901, y quedó completamente terminado en abril del 1902, inaugurándose oficialmente el 1º de mayo siguiente. Con tal motivo se celebró una de las fiestas campestres más importantes que se haya visto en la colonia, habiendo concurrido a ella casi todo el vecindario de Rosario (Uruguay), de Nueva Helvecia y Cosmopolita.

## Sobre su construcción
Tiene este puente 137 metros de largo, 87 metros de madera y 50 de hierro, sobre el agua. Dan acceso al puente dos terraplenes, uno por cada lado, de 200 metros de largo por 6.50 metros de ancho y 3 metros de altura como máximo. El ancho del piso del puente es de 4.80 metros. Los pilares de piedra situados uno en cada orilla y otro en el centro del arroyo, equidistan 25 metros de eje a eje. Los pilares o vigas del puente de madera son de quebracho colorado, así como todo lo restante, excepto el contra piso y barandas que son de pino de tea. Este puente tiene tres metros más de ancho que el antiguo. En el terraplén hay una alcantarilla de siete metros de luz, fabricada con granito y portland, siendo la altura del pilar del centro y de las dos escarpadas de 3 metros. El costo de la obra fue de 22 mil pesos en números redondos. El puente de fierro, o mejor dicho, de acero, fue construido en Estados Unidos por la “Boston Work”, y es un trabajo muy acabado en su clase.

## Inauguración
El 3 de mayo de 1902 ocurrieron los festejos. Se inauguró como estaba previsto el puente construido sobre el arroyo Rosario, librándolo al tránsito público. Las Comisiones Auxiliares de Rosario (Uruguay) y de La Paz (Colonia), integradas con vecinos de ambas localidades, constituía la Junta encargada de presidir los festejos populares, con que se conmemoraba aquel acontecimiento que tiene trascendental importancia para el porvenir económico de aquella zona agrícola de la República.
No menos de 4000 personas asistieron al acto; todas familias de Rosario, La Paz (Colonia) y Nueva Helvecia. Varias bandas de música estuvieron allí presentes, para festejar con toda la gente la inmensa obra construida.

## El Puente
Cuando el acto inaugural finalizó se dio acceso al nuevo puente. Fue construido sobre el caudaloso arroyo de Rosario, en el límite de ambas jurisdicciones. La obra es de indiscutible importancia; la primera de esa índole que se construye en el país, y tiene una extensión de 60 metros, el puente es todo de hierro construido en Norteamérica, y descansó sobre enormes pilones de granito, el corte y estructura completamente modernos y tiene todos los adelantos del arte, conocidos hasta el día.
Las carreteras o terraplenes de acceso son también completas, habiéndose construido importantes obras auxiliares para la defensa y conservación de aquellas. El puente ha sido construido en una hondonada bastante profunda y donde el río tiene una anchura de 40 metros y en sitio donde anteriormente existía un puente de madera que fue arrastrado por una violenta corriente. Su importancia está de manifiesto con solo decir que las relaciones comerciales de aquellas zonas agrícolas solían interrumpirse en invierno hasta por más de 10 días.